# Anulotaia
Anulotaia is een geslacht van weekdieren uit de klasse van de Gastropoda (slakken).

## Soorten
- Anulotaia forcarti Brandt, 1968
- Anulotaia lagrandierei (Bavay, 1898)
- Anulotaia mekongensis Brandt, 1970